# Újléta
Újléta é um município da Hungria, situado no condado de Hajdú-Bihar. Tem 30,42 km² de área e sua população em 2015 foi estimada em 1.159 habitantes.